# Бубнов, Алексей Александрович
Алексе́й Алекса́ндрович Бу́бнов (1906—1950) — советский партийный и государственный деятель. Секретарь исполнительного комитета Ленинградского городского Совета депутатов трудящихся (1943—1949).

## Биография
Родился 20 февраля 1906 года в Санкт-Петербурге, в семье русского рабочего (отец — кондитер).
В 1921—1924 гг. работал чернорабочим на предприятиях Ленинграда.
Член ВКП(б) с 1928 года, окончил курсы техников-землемеров в 1929 году, после курсов работал землемером в Оятском и Вознесенском районах, участвовал в коллективизации, с декабря 1931 года на профсоюзной работе.
В 1933 году учился в Ленинградском институте механизации сельского хозяйства (отраслевом вузе Ленинградского политехнического института)
С ноября 1939 года — председатель Октябрьского райсовета, с февраля по май 1943 года — заведующий отделом гособеспечения и бытового устройства семей военнослужащих и одновременно заместитель председателя Ленгорисполкома, с 17 мая 1943 года утвержден секретарем Ленгорисполкома, в его ведении находились управления: наркомата юстиции, издательств и полиграфии, предприятий коммунального хозяйства и др.
Депутат Верховного Совета РСФСР, Ленгорсовета.
13 января 1944 года совместно с П. С. Попковым подписал решение Ленгорисполкома о возвращении 20 площадям и улицам Ленинграда их исторических дореволюционных названий (в том числе Дворцовой площади, Невскому проспекту и Садовой улице).
Освобожден от должности 23 апреля 1949 года.
31 августа 1949 года был арестован в рамках Ленинградского дела по обвинению в «преступной связи с врагами народа и участии в контрреволюционной группе». 28 или 29 октября 1950 года расстрелян. Тело А. А. Бубнова вместе с телами других расстрелянных вывезли на кладбище Донского монастыря, кремировали и сбросили останки в яму. Реабилитирован 14 мая 1954 года.
В октябре 1950 года начались аресты и допросы членов семей обвиняемых. Члены семьи Бубнова также были арестованы, жена, Анна Степановна Бубнова (1913—1985), была отправлена в Тайшетский лагерь, дочь Людмила оказалась в детской трудовой исправительной колонии во Львове, где находилась до 1953 года. 
Были отправлены в ссылку отец  — Александр Александрович, который на тот момент был практически слепым, и мать — Дарья Ивановна (1886–1972),  два его брата — Александр (1913–1978) и Владимир (род. 1919) и две сестры — Зинаида (род. 1911) и Нина (1923–1994).  
В мае 1953 года Бубновы смогли вернулись в Ленинград.
Дочери А. А. Бубнова:
- Людмила (1936—2019), лингвист, ректор СПбГУ в 1994—2008 годах[7]
- Наталья (род. 1944), хирург, профессор СПбГМУ[8].

## Награды
- Орден «Знак почёта» (1942)
- Орден Красной Звезды (1944)
- 2 медали[2].

## Память
- Упомянут на памятнике с именами 17 партийных и комсомольских работников Ленинграда, расстрелянных в Москве (Донское кладбище)[9][1].